# Rocksteady Studios
Pour les articles homonymes, voir Rocksteady (homonymie).
Rocksteady Studios est une entreprise britannique de développement de jeux vidéo basée à Londres. Le studio est connu pour avoir développé la saga Batman: Arkham et Suicide Squad: Kill The Justice League.

## Histoire
En février 2010, Warner Bros. rachète Rocksteady Studios. Square Enix Europe confirme qu'il conserve une participation de 25,1% dans le studio.

## Jeux développés
| Titre                                  | Année | Plates-formes                                                          |
| -------------------------------------- | ----- | ---------------------------------------------------------------------- |
| Urban Chaos : Violence urbaine         | 2006  | PlayStation 2, Xbox                                                    |
| Batman: Arkham Asylum                  | 2009  | OS X, PlayStation 3, Windows, Xbox 360, PlayStation 4, Xbox One        |
| Batman: Arkham City                    | 2011  | OS X, PlayStation 3, Windows, Xbox 360, Wii U, PlayStation 4, Xbox One |
| Batman: Arkham Knight                  | 2015  | PlayStation 4, Windows, Xbox One                                       |
| Batman: Arkham VR                      | 2016  | PlayStation VR                                                         |
| Suicide Squad: Kill the Justice League | 2024  | Playstation 5, Xbox Series, Microsoft Windows                          |

## Controverses
The Guardian a rapporté en août 2020 que le studio n'avait pas résolu les problèmes liés au harcèlement sexuel et aux comportements inappropriés sur lesquels plus de la moitié des employées avaient écrit aux dirigeants du studio dans une lettre de novembre 2018. Ces actes comprenaient des "insultes à l'égard de la communauté transgenre", "discuter d'une femme de manière désobligeante ou sexuelle avec d'autres collègues" et du harcèlement sexuel "sous la forme d'avances non désirées, de lorgner certaines parties du corps d'une femme et de commentaires inappropriés dans le bureau".  La seule action que le studio semble avoir prise depuis était un séminaire de formation, et l'inaction de la direction a conduit plusieurs des signataires à quitter l'entreprise. 
Après des événements chez Ubisoft en juillet et août 2020, The Guardian avait appris ces problèmes chez Rocksteady, et après avoir contacté la société, la direction a agi rapidement pour organiser une réunion à tous pour résoudre les problèmes soulevés dans la lettre. Rocksteady a déclaré à The Guardian : "En 2018, nous avons reçu une lettre de certaines de nos employées exprimant leurs préoccupations à l'époque, et nous avons immédiatement pris des mesures fermes pour régler les problèmes soulevés. Au cours des deux années suivantes, nous avons écouté attentivement à et appris de nos employés, en veillant à ce que chaque personne de l'équipe se sente soutenue. En 2020, nous sommes plus que jamais passionnés à continuer de développer notre culture inclusive et nous sommes déterminés à défendre l'ensemble de notre personnel."